# RAC1
RAC1 (англ. Ras-related C3 botulinum toxin substrate 1 (rho family, small GTP binding protein Rac1)) – білок, який кодується однойменним геном, розташованим у людей на короткому плечі 7-ї хромосоми. Довжина поліпептидного ланцюга білка становить 192 амінокислот, а молекулярна маса — 21 450.
| 10         |  | 20         |  | 30         |  | 40         |  | 50         |
| ---------- |  | ---------- |  | ---------- |  | ---------- |  | ---------- |
| MQAIKCVVVG |  | DGAVGKTCLL |  | ISYTTNAFPG |  | EYIPTVFDNY |  | SANVMVDGKP |
| VNLGLWDTAG |  | QEDYDRLRPL |  | SYPQTDVFLI |  | CFSLVSPASF |  | ENVRAKWYPE |
| VRHHCPNTPI |  | ILVGTKLDLR |  | DDKDTIEKLK |  | EKKLTPITYP |  | QGLAMAKEIG |
| AVKYLECSAL |  | TQRGLKTVFD |  | EAIRAVLCPP |  | PVKKRKRKCL |  | LL         |

A: Аланін

C: Цистеїн

D: Аспарагінова кислота

E: Глутамінова кислота

F: Фенілаланін

G: Гліцин

H: Гістидин

I: Ізолейцин

K: Лізин

L: Лейцин

M: Метіонін

N: Аспарагін

P: Пролін

Q: Глутамін

R: Аргінін

S: Серин

T: Треонін

V: Валін

W: Триптофан

Кодований геном білок за функцією належить до фосфопротеїнів. 
Задіяний у такому біологічному процесі, як альтернативний сплайсинг. 
Білок має сайт для зв'язування з нуклеотидами, ГТФ. 
Локалізований у клітинній мембрані, цитоплазмі, мембрані.